# Stabilité d'une dispersion liquide
 (novembre 2024).
- Si vous ne connaissez pas le sujet, laissez ce bandeau (vous pouvez alors contacter les auteurs).
- Si vous supprimez le contenu mis en cause (vous pouvez préalablement contacter les auteurs),

argumentez précisément cette suppression dans la page de discussion
(un manque de référence n'est pas un argument ; une recherche réelle de référence doit avoir été effectuée, être formellement documentée).
 (juin 2024).
Si vous disposez d'ouvrages ou d'articles de référence ou si vous connaissez des sites web de qualité traitant du thème abordé ici, merci de compléter l'article en donnant les références utiles à sa vérifiabilité et en les liant à la section « Notes et références ».
La stabilité d'une dispersion liquide est la capacité de cette dernière à résister au changement de ses propriétés dans le temps.
Les dispersions liquides tels que les suspensions, les émulsions et les mousses sont instables du point de vue thermodynamique, cependant elles peuvent être stables du point de vue cinétique sur une importante période, ce qui détermine leur durée de vie. Cette durée doit être mesurée, afin d’assurer la bonne qualité du produit pour le client final.

## Phénomènes de déstabilisation

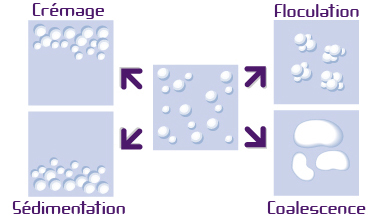
Mécanismes principaux de déstabilisation d'une dispersion liquide

Les déstabilisations peuvent être classées en :
- Phénomènes migratoires, par lesquels la différence de densité entre les phases continue et dispersée entraîne une séparation de phase gravitationnelle. Ces phénomènes sont réversibles :
  - Crémage (en), quand la phase dispersée est moins dense que la phase continue, celle-ci migre vers le haut (par exemple, lait, crème cosmétique, soda , etc.) ;
  - Sédimentation, quand la phase dispersée est plus dense que la phase continue, celle-ci migre vers le bas (par exemple : encre, suspensions, peinture, etc.).
- Phénomènes d’augmentation de taille, par lesquels la taille des éléments de la phase dispersée (gouttes, particules, bulles) augmente :
  - De manière réversible : floculation ;
  - De manière irréversible : coalescence, mûrissement d’Ostwald.
- Phénomène d'inversion de phase

## Technique d’analyse de la stabilité physique
L’analyse visuelle reste aujourd’hui le test le plus utilisé. L’échantillon est placé dans un contenant transparent et observé à l’œil nu à intervalle de temps régulier. Le temps de mesure est directement lié à l’application et il peut être de quelques minutes (vinaigrette) à plusieurs mois ou années (crème cosmétique). Si les observations visuelles mettent en évidence une variation de l’homogénéité (changement de couleur, séparation de phase, migration, etc.) supérieur à un niveau acceptable, alors le produit est jugé comme instable et devra être reformulé ou soumis à un changement du procédé de fabrication.
La déstabilisation des systèmes colloïdaux est un processus cinétique, quel que soit le test de stabilité choisi (observation visuelle, granulométrie, diffusion de la lumière, rhéologie, potentiel zêta, etc.), l’évolution du ou des paramètres en fonction du temps doit être pris en compte. Le test de stabilité doit donc être répété dans le temps et à un intervalle régulier afin de détecter les variations inhabituelles par rapport à un produit jugé comme stable. Le rapport technique insiste sur l’intérêt d’analyser l’échantillon avec des techniques non destructives et présente les limites des méthodes d’accélérations.

## Méthodes d’accélération pour la prédiction de la durée de vie
Le processus cinétique de déstabilisation peut prendre du temps, d’où l’intérêt des techniques avec une plus grande sensibilité et les méthodes d’accélération :
- Accélération thermique : l’élévation de la température est la méthode la plus employée et permet une diminution de la viscosité, augmentation des phénomènes de diffusion/collision, etc. En plus d’augmenter les vitesses de déstabilisation, le stockage à température élevée permet de simuler les conditions de vie d’un produit manufacturé (lors du stockage et transport, les températures peuvent facilement atteindre 40 °C). La température ne doit pas excéder une valeur critique et propre à chaque système (température d’inversion de phase, de dégradation chimique ou d’ébullition) rendant alors ce test non conforme aux conditions réelles.
- Accélération mécanique : tels que l'agitation, la vibration ou la centrifugation. Ces méthodes doivent être prises avec précaution car les forces exercées sur le système peuvent engendrer des modifications des propriétés originelles de l’échantillon (changement de viscosité, modification du réseau du polymère, ségrégation des particules, etc.) et donc fournir des résultats différents de la réalité.

## Normalisation
La norme ISO/TR 13097 résume l’ensemble des techniques disponibles pour suivre la stabilité physique des dispersions liquides.
Ce document présente :
- les mécanismes de déstabilisation : variation de taille de particule, migration, inversion de phase, etc.
- les outils de caractérisation : observation visuelle, diffusion de lumière résolue spatialement, acoustique et électroacoustique, etc.
- les méthodes d’accélération de la déstabilisation : accélération thermique ou mécanique
- la prédiction de la stabilité